# Ben Plucknett
Ben Plucknett (* 13. April 1954 in Beatrice; † 17. November 2002 in Essex) war ein amerikanischer Diskuswerfer.
Im Mai 1981 verbesserte Plucknett den Diskusweltrekord in Modesto auf 71,20 m, obwohl er bei den nationalen Meisterschaften noch nie unter den besten Drei gewesen war. Ein zweites Mal verbesserte er den Weltrekord im Juli in Stockholm auf 72,34 m. Kurz danach gab aber der Weltverband IAAF bekannt, dass ein Dopingtest Anfang des Jahres bei einem Meeting in Neuseeland positiv auf Nortestosteron war. Zum ersten Mal in der Geschichte annullierte die IAAF nachträglich Weltrekorde und erkannte beide Weiten ab. Plucknett wurde für 18 Monate gesperrt. Nach seiner Sperre warf er im Juni 1983 in Eugene noch einmal 71,32 m, was bis heute amerikanischer Rekord ist. (Stand 2015)